# Trepell Airport
Trepell Airport är en flygplats i Australien. Den ligger i kommunen McKinlay och delstaten Queensland, omkring 1 400 kilometer nordväst om delstatshuvudstaden Brisbane. Trepell Airport ligger 269 meter över havet.
Trakten runt Trepell Airport är nära nog obefolkad, med mindre än två invånare per kvadratkilometer..
Trakten runt Trepell Airport består i huvudsak av gräsmarker. Genomsnittlig årsnederbörd är 323 millimeter. Den regnigaste månaden är februari, med i genomsnitt 105 mm nederbörd, och den torraste är augusti, med 1 mm nederbörd.